# Ignacy Radziejowski (powstaniec styczniowy)
Ignacy Teodozjusz Radziejowski, ps. „Mucha” (ur. 1 lipca 1832 w Warszawie, zm. 6 lutego 1864 w Grabinie) – naczelnik Łodzi w powstaniu styczniowym, urzędnik, należał do stronnictwa czerwonych.

## Życiorys
Radziejowski był synem zecera z Lublina, Aleksandra Radziejowskiego, uczestnika powstania listopadowego, oraz Marianny z d. Czernielewskiej z okolic Łęczycy. Miał 2 siostry – obie zmarły w dzieciństwie. W młodości uczył się w szkole wydziałowej w Radomiu. W 1862 pracował jako kontroler skarbowy w Administracji Rządowej Dochodów Skarbowych Tabacznych. W 2 połowie 1862 przybył wydelegowany do Łodzi i rozpoczął pracę w Rządowej Komisji Skarbu jako kontroler w fabryce tytoniowej Landau i Spółka oraz na polecenie Komitetu Centralnego Narodowego został powstańczym naczelnikiem miasta Łodzi.
Jako naczelnik organizował konspiracyjną siatkę, przy współpracy z setnikami: tokarzem Leonem Tuszyńskim (1817–1895) i tkaczem Ludwikiem Kozubskim (1816–1900). W ramach swojej działalności gromadził broń i umundurowanie, a także pobierał podatek narodowy od łodzian. Radziejowski bezskutecznie współpracował z ks. Józefem Czajkowskim, przekonując oficerów rosyjskich garnizonu łódzkiego, do dołączenia do powstańców styczniowych. W wyniku defraudacji swoich współpracowników posądzono go o nadużycia i malwersacje. W związku oskarżeniami podjął próbę samobójczą, lecz został uratowany. Ustąpił ze stanowiska naczelnika pod koniec 1862 i został zastąpiony przez Józefa Zajączkowskiego. Uczestniczył w walkach powstańczych pod rozkazami Józefa Sawickiego oraz w oddziale Roberta Skowrońskiego, jako oficer i dowódca strzelców. Brał udział w rekwizycji 80 tys. rubli z kasy Banku Polskiego w Łodzi.
Został zatrzymany przez Rosjan w sierpniu 1863 w wyniku zdrady Aleksandra Skrudzińskiego. Po półrocznym śledztwie, a także torturach, nie wydał innych powstańców, w związku z czym został skazany na śmierć, wyrokiem zatwierdzonym przez naczelnika wojennego, pułkownika Aleksandra von Broemsena. Został rozstrzelany 6 lutego 1864 w Grabinie.